# Bothynus niger
Bothynus niger är en skalbaggsart som beskrevs av Blanchard 1846. Bothynus niger ingår i släktet Bothynus och familjen Dynastidae. Inga underarter finns listade.